# Cuphodes paragrapta
Cuphodes paragrapta Meyrick, 1915 è un lepidottero appartenente alla famiglia Gracillariidae, endemico della Guyana.